# ماريو روسي
ماريو روسي مهندس معماري إيطالي ولد في روما عام 1897م وتخرج من مدرسة الفنون الجميلة بروما

## مجيئه إلى مصر
جاء روسي إلى مصر وهو في أواخر العشرين من عمره وكان ضمن مجموعة من المهندسين الأوروبيين الذين أستقدمهم الملك فؤاد للعمل في وزارة الأشغال للأشراف على القصور الملكية بواسطة المعمارى الإيطالى إرنست فيروجى باى الذي كان يعمل لدى الملك فؤاد الأول مشرفا على القصور الملكية لا سيما قصر عابدين.
وفي مصر أندمج روسي مع طابع الحياة المصرية بل وتعلق بها إلى درجة العشق، وجذب روسي المعمار الأسلامى في مصر وأهتم بفنون وزخارف العمارة الأسلامية فبدأ في دراسة هذا الفن وتعلم بناء المساجد، وكان شديد الأعجاب بفن العمارة المملوكي والعمارة الفاطمية بدرجة أقل في حين نأى بأعماله عن أستعارة عناصر العمارة التركية العثمانية.
عمل ماريو روسي في البداية في أعمال الزخرفة مبديا مهارة وموهبة فنية لافتة ولم يلبث أن استقل في أعماله ليتعامل مباشرة مع وزارة الأشغال المصرية ثم الأوقاف المصرية في الفترة من 1930م إلى 1950م
شارك روسي في أستكمال تشييد مسجد الرفاعي ليكون مدفنا لأسرة محمد علي ومسجدا في ذات الوقت، وكان الغرض الرئيسي من إنشاء هذا المسجد هو محاكاة ضخامة وفخامة مدرسة السلطان حسن المواجهة له.

## مسجد المرسي أبى العباس
بدأ روسي في بناء مسجد المرسي أبى العباس عام 1933م الذي اقيم في موضع ضريح وجامع قديم كان يضم رفات الصوفي العربي الأندلسي أبو العباس المرسي المولود في بلدة مرسية شرقي الأندلس ، وأختار روسي شكلا متعدد الأضلاع لهذا الجامع شبيه بتعدد أضلاع مدرسة السلطان حسن ولكنه هنا أقتصر على ثمانية أضلاع وفي ذلك مشابهة واضحة لتصميم بناء قبة الصخرة بالقدس
ووضع ماريو روسي بتأسيسه لمسجد أبي العباس اللبنات الأولى للعمارة الإسلامية الحديثة في مصر حيث تم الاستغناء عن الفناء أو الصحن الأوسط نظرا لضيق المساحات التي يمكن أن تخصص لبناء المساجد في المدن الكبيرة المكتظة بالسكان وفعل روسي ذلك دون أن يفقد المسجد عنصر الإضاءة الطبيعية الغامرة التي توفرت بإنشاء نوافذ سفلية كبيرة وعلوية معقودة فضلا عن نوافذ القباب المرتفعة عن مستوى سطح الجامع وحتى اليوم لا يزال المعماريون ينهلون من تقاليد جامع أبي العباس وهم يشيدون المساجد الحديثة الضخمة، وأقيمت أول صلاة فيه عام 1945م.

## مسجد القائد إبراهيم
بعد أن انتهى روسي من تشييد مسجد أبى العباس بدأ تشييد مسجد أخر بالإسكندرية وهو مسجد محطة الرمل المعروف بمسجد القائد إبراهيم ويعتبر من الأعمال النادرة التي زاوجت بين تقاليد العمارة المملوكية وبعض العناصر الشهيرة في العمارة الأندلسية فقد جاءت عقود الواجهة على هيئة العقود الأندلسية المفصصة بينما احتفظت القبة بأعلى المحراب والمئذنة والشرفات بالطابع المملوكي التقليدي.

## مسجد الرفاعي
لقد خالف هذا الإيطالي الموهوب ما سار عليه أقرانه من الأوروبيين الذين توافدوا على الشرق الإسلامي في بدايات القرن الماضي، ليس فقط لاعتناقه الإسلام عن قناعة كاملة وإيمان راسخ بل ولبعده عن تقليد أو استعارة عناصر العمارة الأوروبية الكنسية في تصميمه للمساجد، وإنما يبدو واضحاً أن عمارة روسي الأولى تركت بصمات لا تمحى على طريقة تفكيره إذ عمل في استكمال تشييد مسجد الرفاعي ليكون مدفنا لأسرة محمد علي، ومسجداً في ذات الوقت. ولما كان الغرض الرئيسي من إنشاء هذا المسجد هو محاكاة ضخامة وفخامة مدرسة السلطان حسن المواجهة له، فقد صرف الفتى اليافع جهده نحو ملاحظة عمائر المماليك في القاهرة وتحليل عناصرها البنائية والزخرفية. وتدل استعارات ماريو روسي على إعجابه الشديد بفن العمارة المملوكي ثم العمارة الفاطمية بدرجة أقل في حين نأى بأعماله عن استعارة عناصر العمارة التركية العثمانية.

## الأرابيسك
في القاهرة، فقد ترك ماريو روسي مسجدين من تصميمه أشهرهما مسجد عمر مكرم بميدان التحرير، ويمتاز باستخدام الستائر الجصية ذات الزخارف العربية في بعض جدرانه لتوفير عنصر الإضاءة الطبيعية مع رد الاعتبار لزخرفة التوريق العربية «الأرابيسك» التي حرص على استخدامها في كل عمائره والمسجد الثاني هو مسجد الزمالك «على شاطئ النيل» وقد جعله من المساجد المعلقة التي يصعد إليها بدرجات سلم، وله واجهة فسيحة ذات عقود وأعمدة ويعتبر من الداخل أجمل بيوت الصلاة بالقاهرة. وفضلا عن أعماله المعمارية فقد خلف لنا روسي كوكبة من التلاميذ النابغين مثل علي خيرت الذي وضع تصميم جامع صلاح الدين بحي المنيل وهو شبيه في تصميمه بجامع المرسي أبو العباسي. بالإضافة إلى مهندسين آخرين من تلاميذه شيدوا مساجد غاية في الجمال وروعة التصميم مثل مسجد عبدالرحمن لطفي ببورسعيد ومسجد الفولي بالمنيا ومسجد عبدالرحيم القنائي بقنا.

## وفاته
اعتنق روسي الإسلام عام 1946م وأشهره في جامع أبو العباس المرسي الذي بناه، وتوفى ماريو روسي في عام 1961م بالحجاز ولا تزال تعيش ذريته في مصر. ومع ذلك فلم تعطيه مصر ولأحفاده الجنسية المصرية مع أنهم يعيشون بمصر جيلاً بعد جيل، منذ قرابة المائة عام.

## من أعماله
- مسجد عمر مكرم الواقع بميدان التحرير
- مسجد الزمالك بالقرب من كوبرى الزمالك.
- مسجد القائد إبراهيم بالإسكندرية.
- مسجد محمد كريم في قصر رأس التين بالإسكندرية.
- مسجد أحمد يحي باشا بزيزنيا بالإسكندرية
- فيلا عاصم بالزمالك.
- المركز الإسلامى في واشنطن
- فيلا عطا عفيفي بالجيزة
- فيلا بهي الدين بركات باشا بالجيزة
- عمارة الجبلايه (جانج) ( 1920)، شارع حسن صبري الزمالك
- عمارة جاستون وايزر، شارع سوق التوفيقيه
- فيلا جورج ويصا (1920)، حى جاردن سيتى